# بوهدان چویف
بوهدان چویف (اوکراینی: Богдан Янович Чуєв؛ زادهٔ ۲۳ فوریهٔ ۲۰۰۰) بازیکن فوتبال اهل اوکراین است.
وی همچنین در تیم‌های ملی فوتبال Ukraine national under-17 football team و Ukraine national under-18 football team بازی کرده‌است.